# Isidorea brachycarpa
Isidorea brachycarpa là một loài thực vật có hoa trong họ Thiến thảo. Loài này được (Urb.) Aiello mô tả khoa học đầu tiên năm 1979.